# Нина Бједов
Нина Бједов (рођена 18. маја 1971. године у Београду) је некадашња југословенска и српска кошаркашица. Позната по наступима за Црвену звезду и Хемофарм, али и у женској НБА лиги. Играла је на позицији бека и била је члан Женске кошаркашке репрезентације Југославије.

## Клупска каријера
Кошарком је почела да се бави у родном Београду. Играла је за Црвену звезду са којом је освојила националну лигу и куп. након тога прелази у Панчево са којим је играла Куп Лилијане Ронкети После тога наступала је за тим Хемофарма, да би се 1999. године окушала у женској НБА лиги. Играјући за тим из Лос Анђелеса бележила је просечно 4,5 поена, 2,6 скокова и 0,6 асистенација на 27 одиграних утакмица. Играчку каријеру завршава 2005. године играјући за француски тим из Буржа.

## Репрезентативна каријера
Била је стандардан члан репрезентације Југославије на неколико такмичења. Освојила је две сребрне медаље на Светском првенству 1990. као и Европском 1991. године.